# Шульга Андрій Олександрович
Андрі́й Олекса́ндрович Шульга́ — рядовий Збройних сил України, 79-а окрема аеромобільна бригада, старший майстер-регулювальник, учасник російсько-української війни.

## Життєпис
Народився 1993 року в місті Херсон (також вказується Дар'ївка (Білозерський район)). У 2005 році разом з сім'єю переїхав до Дар'ївки. Тут закінчив школу. У 2012 році був призваний до лав ЗСУ, а потім залишився  у армії за контрактом. З початку російської агресії в Україні виконував завдання на кордоні з Кримом, потім був передислокований на Донеччину
Випускник ДНЗ «Херсонського вищого професійного училища ресторанного господарства». Навчався там протягом 2010—2012 років за професією кухар. У 2012 році призваний до лав ЗСУ.
30 липня 2014 року приблизно о 20:30 загинув, зачепивши розтяжку в тому часі, коли підрозділ у пошуках переправи виходив до броду на річці Міус поблизу села Кожевня Шахтарського району Донецької області. Ще один боєць зазнав важких поранень.
Похований у селі Дар'ївка Білозерського району.
Без Андрія лишились батьки та сестра.

## Нагороди та вшанування
- 8 вересня 2014 року — за особисту мужність і героїзм, виявлені у захисті державного суверенітету та територіальної цілісності України, вірність військовій присязі під час російсько-української війни, відзначений — нагороджений орденом «За мужність» III ступеня (посмертно).
- 22 жовтня 2014 року, щоб вшанувати пам'ять Андрія Шульги, у Дар'ївській загальноосвітній школі зібралися жителі села, бойові побратими Андрія, офіційні особи. Майор, начальник інженерної служби 79 аеромобільної бригади Валерій Боіштян вручив нагороду героя орден «За мужність» його батькам — Оксані Валеріївні та Олександрові Григоровичу. Молодшій сестричці Андрія Дарині побратими подарували великого, з її ріст, плюшевого ведмедика. Це перше, що він хотів зробити після повернення із зони АТО.[2]
- У Дар'ївській школі, де вчився герой, відкрили меморіальну дошку.[3] Сама школа носитиме ім'я Андрія Шульги. Таку ініціативу дар'ївці винесли на сесію районної ради. Депутати підтримали її одноголосно.
- його іменем названо ліцей, де вчився Андрій[4]